# Франц Штаудеггер
Франц Штаудеггер (нім. Franz Staudegger; 12 лютого 1923 — 16 березня 1991) — німецький військовик, обершарфюрер СС. Кавалер Лицарського хреста Залізного хреста.

## Біографія
Син трактирника. В 1938 році вступив в Гітлер'югенд. Навчався в навчальних закладах системи НАПОЛАС. В липні 1940 року вступив в Лейбштандарт. З 1942 року брав участь в Німецько-радянській війні, командир танка 13-ї роти 1-го танкового полку СС Лейбштандарту. Відзначився під час Курської битви.

## Нагороди
- Нагрудний знак «За поранення» в чорному (7 січня 1942)
- Штурмовий піхотний знак в бронзі (23 лютого 1942)
- Медаль «За зимову кампанію на Сході 1941/42»
- Залізний хрест
  - 2-го класу (20 березня 1943)
  - 1-го класу (6 липня 1943)
- Нагрудний знак «За танкову атаку» (1 квітня 1943)
- Лицарський хрест Залізного хреста (10 липня 1943)